# Kőbánya
Kőbánya – dzielnica stolicy Węgier, Budapesztu. W miejskiej numeracji administracyjnej oznaczona numerem X.

## Położenie
Dzielnica Kőbánya znajduje się w peszteńskiej części miasta, na wschód od centrum Budapesztu. Od wschodu graniczy z dzielnicą Rákosmente, od południa z dzielnicami Pestszentlőrinc-Pestszentimre, Kispest oraz Ferencváros, od zachodu z dzielnicą Józsefváros, zaś od północy z dzielnicą Zugló.

## Nazwa
Nazwę Kőbánya można oddać w języku polskim jako „kamieniołom”.

## Historia
Dzielnica powstała w wyniku połączenia Budy, Pesztu i Óbudy w jedno miasto 1 stycznia 1873 roku.

## Osiedla

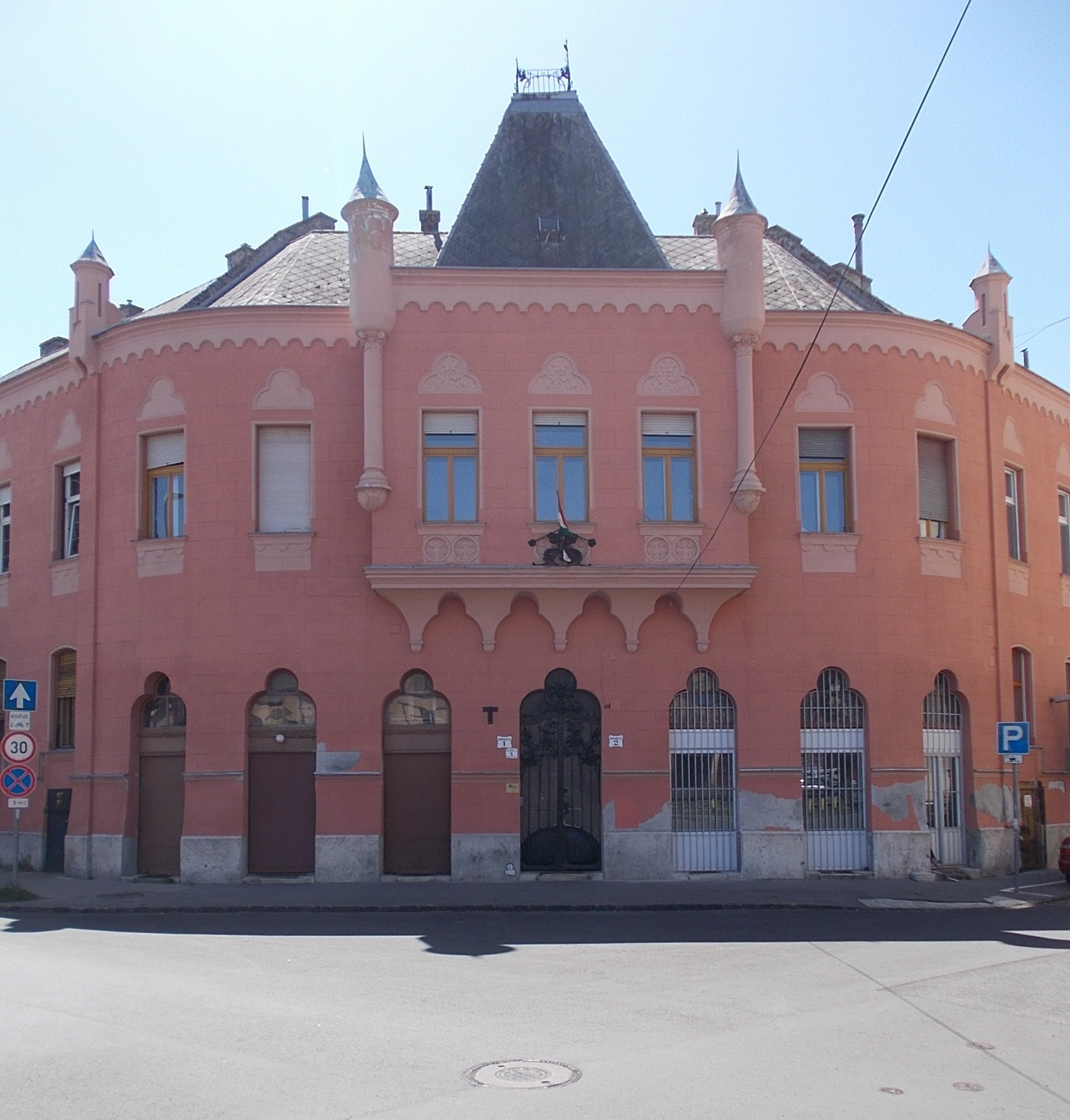
Gergely utca 1, Óhegy

W skład dzielnicy wchodzą osiedla:
- Felsőrákos
- Gyárdűlő
- Keresztúridűlő
- Kőbánya
- Kőbánya-Kertváros
- Kúttó
- Laposdűlő
- Ligettelek
- Népliget
- Óhegy
- Téglagyárdűlő
- Újhegy

## Komunikacja
W dzielnicy mieszczą się końcowe stacje południowego krańca niebieskiej linii metra: Pöttyös út, Határ út i Köbánya-Kispest.

## Współpraca
- Vinkovci, Chorwacja
- Wolverhampton, Wielka Brytania